# Kryzys wieku wczesnego
Kryzys wieku wczesnego – drugi album studyjny polskiego duetu Kacperczyk. Wydawnictwo ukazało się 26 listopada 2021 roku nakładem wytwórni muzycznej SBM Label. Album uzyskał status platynowej płyty oraz zadebiutował na 11. miejscu polskiej listy sprzedaży – OLiS.

## Lista utworów
Opracowano na podstawie materiału źródłowego.
1. „Kryzys wieku wczesnego”
2. „Artysta z ASP”
3. „Cyrk” (gościnnie: Hodak)
4. „Anyway2005 (skit)”
5. „Brejdaki”
6. „Ludzie piękni” (gościnnie: CatchUp, Janusz Walczuk)
7. „Warsawday2013 (skit)”
8. „Znudziło mi się”
9. „Sebiksy” (gościnnie: Julia Wieniawa)
10. „Długi”
11. „Ptaki (skit)”
12. „Niebieskie ptaki” (gościnnie: Julia Pośnik)
13. „Nie wiem, co jest dobre, a co złe”
14. „Po co się smucić”